# Xanthorhoe solitata
Xanthorhoe solitata är en fjärilsart som beskrevs av Walker 1862. Xanthorhoe solitata ingår i släktet Xanthorhoe och familjen mätare. Inga underarter finns listade i Catalogue of Life.